# Nowa Basań
Nowa Basań (ukr. Нова Басань) – wieś na Ukrainie, w obwodzie czernihowskim, w rejonie nieżyńskim. W 2018 liczyła 2903 mieszkańców.